# All the Pain Money Can Buy
All the Pain Money Can Buy il secondo album del gruppo musicale statunitense Fastball pubblicato nel 1998.

## Tracce
1. The Way – 4:16
2. Fire Escape – 3:21
3. Better Than It Was – 2:48
4. Which Way to the Top? (feat. Poe) – 3:50
5. Sooner or Later – 2:39
6. Warm Fuzzy Feeling – 1:55
7. Slow Drag – 3:37
8. G.O.D. (Good Old Days) – 3:31
9. Charlie, The Methadone Man – 3:17
10. Out of My Head – 2:32
11. Damaged Goods – 3:02
12. Nowhere Road – 3:25
13. Sweetwater, Texas – 3:53